# Alexander Ramsey
Alexander Ramsey (Harrisburg, 1815. szeptember 8. – Saint Paul, 1903. április 22.) az Amerikai Egyesült Államok szenátora (Minnesota, 1863–1875).